# Декларација Парламента Српске о враћању надлежности
Декларације о уставним принципима или Декларација Парламента Српске о враћању надлежности је декларација којом Народна скупштина Републике Српске поништила неке одлуке представника ОХР-а које су донете после Дејтонског споразума у периоду од 1996. до 2006. године одржана је 10. децембра 2021. године. Повод за потезе Народне скупштине и Владе Републике Српске је изненадна оставка високог представника за Босну и Херцеговину Валентина Инцка и избор немачког политичара Кристијана Шмита за новог високог представника крајем маја 2021. године Русија је  крајем јуна реаговала на његов избор ветом у Савету безбедности Уједињених нација. Русија и Кина предложиле су средином јула у СБ УН укидање институције високог представника до 31. јула 2022. Западне силе су предлог Руско-кинеске резолуције од стране СБ УН одбиле 22. јула. Следећег дана 23. јула Валентин Инцко је десетак дана пре истека мандата применио бонска овлашћења којима се забрањује и кажњава негирање тзв. геноцида у Сребреници.. Дана 26. јула на конференцији за новинаре након састанка председника свих парламентарних странака са седиштем у Републици Српској, представници Републике Српске одлучили су да не учествују у раду заједничких институција након чега дошло је до ескалације политичке кризе у Босни и Херцеговини после одлуке високог представника које су се наставиле наредних месеци. Обе стране су појачавале популистичку реторику пред изборну 2022. годину, а међународни фактор је подстицао политичке тензије.

## Седница Народне скупштине Републике Српске
У Бањалуци 10. децембра је одржана посебна седница Народне скупштине Републике Српске о враћању надлежности пренесених на ниво БиХ, за коју је српски члан Председништва БиХ Милорад Додик оценио да је у рангу историјске. На посебној седници су разматране Информација о преносу надлежности са Републике Српске на ниво БиХ, Информација о преносу надлежности у области индиректног опорезивања, Информација о правосудним институцијама БиХ, Информација о преносу надлежности са Републике Српске на ниво БиХ у области одбране и безбедности и Декларација о уставним принципима. О свим тачкама дневног реда предложена је обједињена расправа, а почетак посебне седнице заказан је за 12 часова. Српски члан Предсједништва БиХ Милорад Додик, на посебној сједници Народне скупштине Републике Српске о враћању надлежности пренесених на ниво БиХ изјавио је да је ово частан и важан дан за Републику Српску. Додик је истакао да је потребна снажна скупштинска већина за доношење оваквих одлука и да то представља тренутак усвајања слободе. Он је рекао да они који одговарају народу и статусу Републике Српске, од ових политика не могу одустати. Канцеларија такозваног високог представника у БиХ упутила је писмо потпредседнику Народне скупштине Републике Српске Денису Шулићу у којем стоји да је његов став о неприсуству представника те канцеларије на посебној седници неприхватљива. Писмо је потписала заменица високог представника у БиХ и шефица кабинета Кристијана Шмита у Бањалуци Мариан Берец.
"Ово је јасно непоштовање Дејтонског споразума. Верујем да ћете испоштовати своју обавезу из Дејтонског споразума и осигурати несметан рад представника ОХР-а на данашњој седници у складу с Анексом 10 Дејтонског споразума", стоји у писму, пренео је сарајевски портал Кликс.
Потпредседник Народне скупштине Републике Српске Денис Шулић остао је при ставу да представници Канцеларије такозваног високог представника у Бањалуци не могу да присуствују посебној седници Скупштине Српске.
У одговору на писмо ОХР-а из Бањалуке, које је потписала Маријана Берец, заменица такозваног високог представника Кристијана Шмита, Шулић је на Твитеру написао:
"Госпођо, чији сте Ви заменик? Одлука остаје непромењена! Срдачан поздрав".
Посланици опозиционих странака у Народној скупштини Републике Српске напустили су посебну седницу парламента о враћању надлежности пренесених на БиХ и неће учествовати у гласању, изјавио је председник СДС-а Мирко Шаровић. Председник ДНС-а Ненад Нешић каже да нема јединства када је реч о данашњем заседању Народне скупштине Републике Српске. Председник ПДП-а Бранислав Бореновић оценио је да се данашња седница парламента Српске одржава у предизборне сврхе. Председник СПС-а Горан Селак рекао је да жели јаку и стабилну Републику Српску у финансијском и институционалном смислу. Српски члан Председништва БиХ Милорад Додик поручио је, уколико Уставни суд БиХ оспори одлуке које буду донесене на посебној седници Народне скупштине Републике Српске, да ће Српска вероватно донети закон о томе да одлуке тог суда не важе на територији Републике Српске. Додик је рекао да је данашња посебна седница парламента Републике Српске о враћању надлежности Српске пренесених на ниво БиХ једна од најважнијих у овом сазиву која ће одредити будућност и саму структуру Републике Српске. Додик је коментарисао одлуку опозиције да напусти данашњи посебну седницу Народне скупштине Републике Српске.
"Опозиција је дошла са припремљеним ставом да ово што владајућа коалиција предлаже треба да се сруши и да се додатно искажу ставови политике из Сарајева. Опозиција је усмерена на то како говоре да ће бити некаквих сукоба и рата. То није политика Републике Српске и ми не шијемо никакве униформе, већ се припремамо да на најбољи могући начин овде регулишемо сектор одбране", изјавио је Додик.
Додик је рекао да у парламенту Српске постоји скупштинска већина која је одговорна за Републику Српску и која ће наставити да води концепт ове политике путем институција као што су Влада, Народна скупштина, те представници у заједничким институцијама. Народна скупштина Републике Српске усвојила је у вечерњим сатима 10. децембра Закључке у вези са информацијама о преносу надлежности и Декларацију о уставним принципима. Закључцима о преносу надлежности предвиђено је да се закони и други прописи којима је пренета надлежност са Републике Српске на БиХ неће примењивати на територији РС.
Ради се о надлежностима у области индиректног опорезивања, правосудних институција и области одбране и безбедности.
Скупштина је задужила Владу да у року од шест месеци упути на разматрање законе који ће омогућити несметано функционисање РС по повратку надлежности. Такође, Скупштина је задужила Владу да у координацији са председницом РС, припреми текст Устава РС којим ће се вратити све надлежности Српске, изузимајући оне које по Уставу БиХ припадају Босни и Херцеговини. У Декларацији се прецизира да су сви акти које је наметнуо високи представник неуставни и да је по Уставу БиХ Парламентарна скупштина одговорна за доношење закона, спровођење одлука Председништва или извршење надлежности Парламентарне скупштине, због чега није ни имала надлежност да усваја законе које је наметао високи представник. У Декларацији се истиче да деловање Уставног суда БиХ, који се ставио у функцију потврђивања неправних одлука високог представника и тиме мењао уставну структуру БиХ утврђену међународним уговором, наноси велику штету односима у БиХ и доприноси трајној нестабилности. Бројним одлукама Уставног суда БиХ отимају се надлежности Српској, а њена имовина ставља се у надлежност БиХ без икаквог уставног основа, наводи се у Декларацији.

## Декларација

##### Пренос надлежности у области индиректног опорезивања;
„Народна скупштина Републике Српске повукла је сагласност од 30. октобра 2003. године којом је надлежност из области индиректног опорезивања у оквиру система пореске политике пренета на Парламентарну скупштину БиХ, како би се омогућило разматрање и усвајање Закона о систему индиректног опорезивања у БиХ. Овом одлуком на територији Српске закони о систему индиректног опорезивања у БиХ, о уплатама на јединствени рачун и расподели прихода, о Управи за индиректно опорезивање, о поступку индиректног опорезивања, о поступку принудне наплате индиректних пореза, о порезу на додату вредност и Закон о акцизама у БиХ неће се примењивати на територији Републике Српске од дана ступања на снагу Закона о порезу на додату вредност у Републици Српској и Закона о акцизама Републике Српске”.

##### Надлежности у правосудним институцијама;
„Народна скупштина Републике Српске повукла је сагласност из 2004. године о преношењу одређених одговорности ентитета кроз успостављање Високог судског и тужилачког савета БиХ. Народна скупштина РС задужила је Владу Српске да у року до шест месеци упути на разматрање и усвајање Закон о Високом судском и тужилачком савету Републике Српске, док се тај закон БиХ неће примењиват од дана када буде усвојен закон РС”.

##### Надлежности у области одбране и безбедности;
„Народна скупштина Републике Српске повукла је одлуку из 2005. године о преносу надлежности из области одбране на институције БиХ. Влада РС у року од шест месеци треба да предложи Скупштини законе о одбрани и безбедности, а када они буду усвојени, престаће да се примењују Закон о одбрани БиХ , Закон о служби у Оружаним снагама БиХ, Закон о Обавештајно-безбедносној агенцији БиХ и Закон о Агенцији за истраге и заштиту БиХ”.
У Декларацији се додаје да „споразумима ентитета о одбрани, о порезу на додату вредност и Високом судском и тужилачком савету БиХ, те надлежности нису трајно пренесене на ниво БиХ, јер им нису претходиле измене и допуне Устава БиХ да би се створио уставни основ”.
„Није било ни накнадних уставних промена, па су и те надлежности неуставне и самим тим привремене“, стоји у Декларацији”.

##### БиХ има ограничеен надлежности;
„У документу пише и да БиХ нема уставом дефинисано државноправно уређење и има врло ограничене и стриктно одређене надлежности, што је одређује као државу са међународно признатим границама са надлежностима у спољним односима, док скоро сав унутрашњи суверенитет припада ентитетима. У Декларацији се наводи и да Народна скупштина сматра да садашњу неусклађеност надлежности пренесених на ниво БиХ без промене и допуне Устава БиХ, као Анекса четири Дејтонског споразума, треба превазићи доследном применом Устава БиХ који недвосмислено прописује да ће се ентитети у потпуности придржавати овог Устава БиХ. То подразумева право Народне скупштине и Владе Српске да обуставе примену било ког акта, мере или активности органа и институција на нивоу БиХ који немају основ у Уставу БиХ и нису изричито Уставом БиХ утврђени као надлежност органа на нивоу БиХ.”

##### Посебни односи са суседним државама;
„У Декларацији се наводи да сваком ентитету припада право на успостављање посебних паралелних односа са суседним државама у складу са суверенитетом и територијалним интегритетом БиХ, као и право на склапање споразума са државама и међународним организацијама уз сагласност Парламентарне скупштине БиХ која може законом предвидети да за одређене врсте споразума није потребна таква сагласност. Наводи се и да је, према Уставу БиХ, Председништво БиХ надлежно за вођење спољне политике, именовање амбасадора и других међународних представника, представљање БиХ у међународним и европским организацијама и институцијама, преговарање, отказивање, те уз сагласност Парламентарне скупштине ратификовање споразума БиХ. Савет министара као обавезан састав има председавајућег и само још два министра, спољних послова и спољне трговине, наводи се у Декларацији. У документу се додаје да је ранијим закључцима Народне скупштине захтевано да се „кроз закон уграде решења која ће институционално и суштински сачувати утицаје ентитета, што подразумева формирање подсавета ентитета са јасно дефинисаном улогом и процедуром њиховог рада у односу на Високи судски и тужилачки савет БиХ“.
Осим тога, предвиђено је било и да се текст Споразума пре потписивања усклади са терминологијом из Устава и да седиште ВСТС БиХ буде у Српском /Источном/ Сарајеву и да ће, уколико суштина ових закључака не буде садржана у Предлогу закона о ВСТС БиХ, Народна скупштина повући сагласност на овај споразум на исти начин како је дала, наводи се у Декларацији.

##### Одбрана и војска;
„Декларација се бави и преносом надлежности, које су посебним Закључцима, данас такође усвојеним у Скупштини РС, враћене Српској. У Декларацији се подсећа да су одбрана и војска у надлежности ентитета и додаје да Устав БиХ не предвиђа "оружане снаге БиХ" нити даје уставни основ за постојање оружаних снага БиХ. Такође, наводи се да не постоји уставни основ за доношење закона којим се БиХ дају изворни приходи, већ само даје могућност да Парламентарна скупштина за неки годишњи буџет одреди друга размера која није 2/3 које даје Федерација напрема 1/3 коју даје Република Српска. Споразум о надлежностима у области индиректног опорезивања никада није ни објављен у Службеном гласнику БиХ, па тиме није ни ступио на снагу и није могао бити основ за доношење Закона о индиректном опорезивању”, наводи се у Декларацији.